# Черето Сант'Анђело (Кампобасо)
Черето Сант'Анђело је насеље у Италији у округу Кампобасо, региону Молизе.
Према процени из 2011. у насељу је живело 52 становника. Насеље се налази на надморској висини од 572 м.